# 이슈와 사람
이슈와 사람은 CBS 표준FM에서 월~토요일 오후 2시 5분부터 오후 3시까지 방송했던 라디오 시사 프로그램이다.

## 역사
2004년 5월 10일 《집중토론, 이슈와 사람》이라는 제목으로 방송을 시작해, 2004년 10월 11일부터 "이슈와 사람"으로 제목을 변경하여 방송하다가, 2008년 5월 10일 방송을 마지막으로 4년만에 폐지되었다.

## 역대 진행자

### 집중토론, 이슈와 사람
- 2004년 5월 10일 ~ 2004년 10월 9일 : 변상욱 대기자

### 이슈와 사람
- 2004년 10월 11일 ~ 2005년 9월 3일 : 오준석 PD
- 2005년 9월 5일 ~ 2008년 5월 10일 : 김현정 PD

## 같이 보기
- CBS 표준FM
- 기독교방송

| CBS 표준FM 월~토요일 프로그램 |                         |                         |
| 이전                          | 김현정의 이슈와 사람    | 다음                    |
| 크리스천 칼럼                 | 김현정의 이슈와 사람    | 곽동수의 싱싱경제       |
| 낮 1시 55분 ~ 오후 2시        | 오후 2시 5분 ~ 오후 3시 | 오후 3시 5분 ~ 오후 4시 |
|                               |                         |                         |